# Tüschendorf
Tüschendorf (plattdeutsch Tüschendorp) ist ein Ortsteil der Gemeinde Grasberg im niedersächsischen Landkreis Osterholz. Der Ort liegt nordöstlich des Kernortes Grasberg. Südlich verläuft die Landesstraße L 133.

## Geschichte
Der Ort wurde 1782 im Rahmen der Moorkolonisierung des Teufelsmoores gegründet. Im Jahr 1910 lebten dort 284 Einwohner, 1939 waren es 213. Die Gemeinde Tüschendorf bestand bis 1974 und wurde dann in Grasberg eingegliedert.